# Zwackhiomyces lacustris
Zwackhiomyces lacustris är en lavart som först beskrevs av Arnold, och fick sitt nu gällande namn av Alan Orange. Zwackhiomyces lacustris ingår i släktet Zwackhiomyces, och familjen Xanthopyreniaceae. Arten har ej påträffats i Sverige.